# Calyptronotum singapura
Calyptronotum singapura är en fjärilsart som beskrevs av M.Gaede 1930. Calyptronotum singapura ingår i släktet Calyptronotum och familjen tandspinnare. Inga underarter finns listade i Catalogue of Life.